# Linia U55 metra w Berlinie
Linia U55 metra w Berlinie, U55 – istniejąca do 4 grudnia 2020 r. linia metra w Berlinie, przebiegająca przez następujące dzielnice: Mitte, Tiergarten oraz Moabit. Stacje na trasie o długości 1,8 km (Hauptbahnhof, Bundestag, Brandenburger Tor) zostały otwarte 8 sierpnia 2009.
4 grudnia 2020 r. linia U55 została połączona z linią U5.

## Przypisy

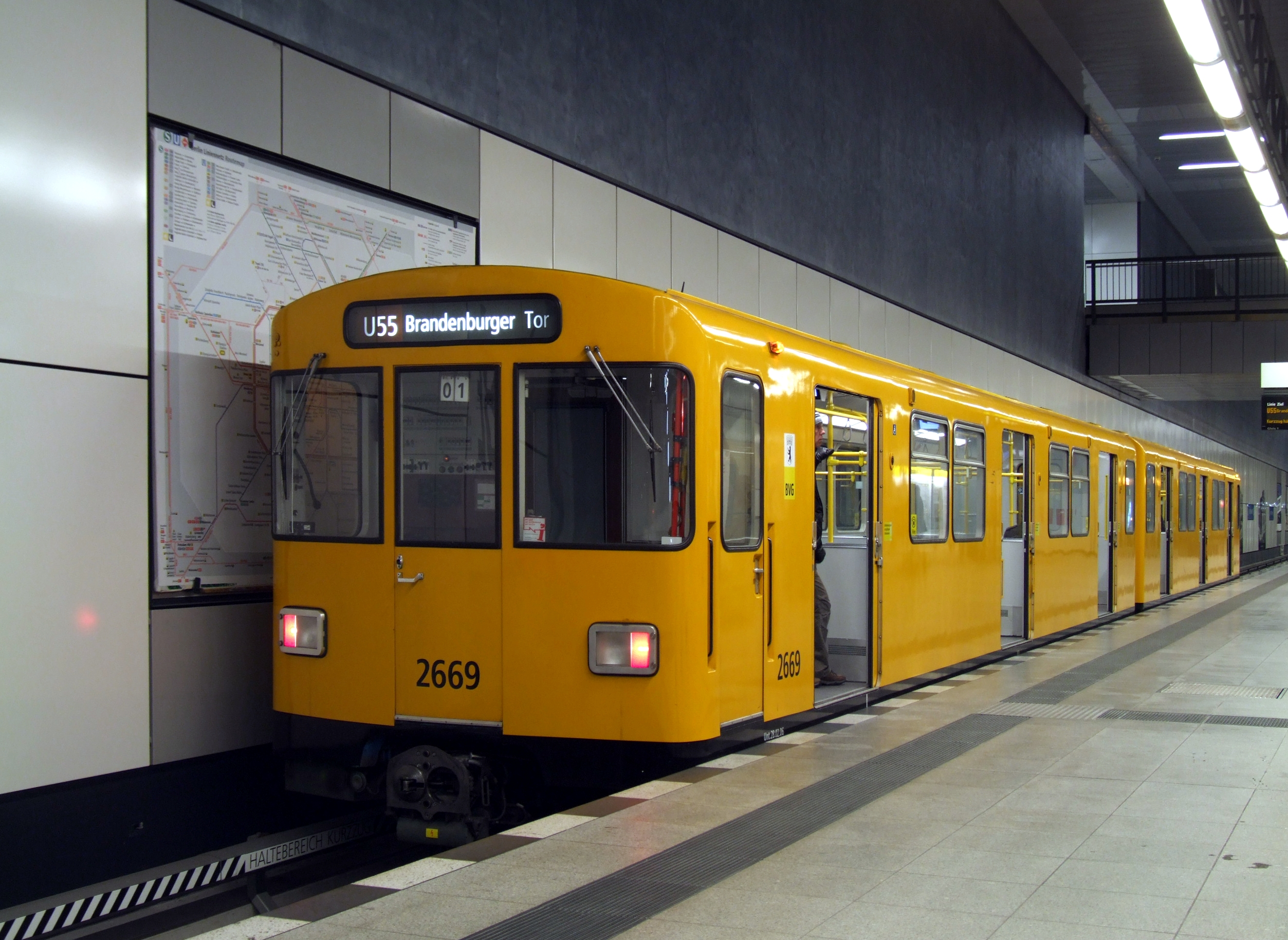
Stacja Berlin Hauptbahnhof, skład typu F

## Pierwotnie planowana trasa linii
| Stacja            | Możliwość przesiadki                   | Uwagi                                                                           |
| ----------------- | -------------------------------------- | ------------------------------------------------------------------------------- |
| Alexanderplatz    | U2 U8 S-Bahn kolej regionalna          |                                                                                 |
| Rotes Rathaus     |                                        | w dniu otwarcia stacji 4 grudnia 2020 r. linia U55 została włączona do linii U5 |
| Museumsinsel      |                                        | otwarcie planowane w 2021                                                       |
| Unter den Linden  | U6                                     | w dniu otwarcia stacji 4 grudnia 2020 r. linia U55 została włączona do linii U5 |
| Brandenburger Tor | S-Bahn                                 | otwarta                                                                         |
| Bundestag         |                                        | otwarta                                                                         |
| Hauptbahnhof      | S-Bahn kolej regionalna i dalekobieżna | otwarta                                                                         |
| Fritz-Schloß-Park |                                        | projektowana                                                                    |
| Turmstraße        | U9                                     | projektowana                                                                    |